# At-ustinen tartys
At-ustinen tartys (russe : Ат-устинен тартыс, kazakh : Ат үстінен тартыс) est un jeu populaire du Kazakhstan. Il consiste en une lutte entre un cavalier et des piétons qui doivent le désarçonner. 

## Origine
Ce sport, vraisemblablement très ancien, constituait un exercice militaire pour les peuples nomades des steppes.

## Règles
Selon les règles, le jeu oppose un cavalier à 3 à 5 lutteurs à pied. Les piétons doivent essayer de désarçonner le cavalier en un laps de temps limité (entre 10 et 15 minutes).  La partie se déroule dans une prairie, et l'aire de jeu ne doit pas avoir une superficie inférieure à 30 m par 20 m.
Le cheval ne doit pas porter d'ornement susceptibles de blesser les lutteurs ; il doit avoir au moins trois sangles. Le cavalier ne doit pas avoir de cravache. Les piétons ne doivent pas porter de coups, ni tirer sur les vêtements, la tête ou les cheveux du cavalier ; ils ne doivent pas s'attaquer au cheval, ni tenter de monter dessus. Le cavalier n'a quant à lui recours qu'à sa maîtrise du cheval pour éviter ses adversaires. 
Il est interdit aux participants de pratiquer deux parties d'affilée. D'autres règles stipulent qu'en cas de victoire du cavalier, ce dernier peut affronter une nouvelle équipe de lutteurs, mais que cette dernière ne peut comporter de membre venant d'affronter le cavalier.

## Pratique
Le jeu est pratiqué à l'occasion de festivités, telles que le festival « Мәңгілік Ел » de 2015 qui célèbre les 550 ans du Khanat kazakh.